# 난두강

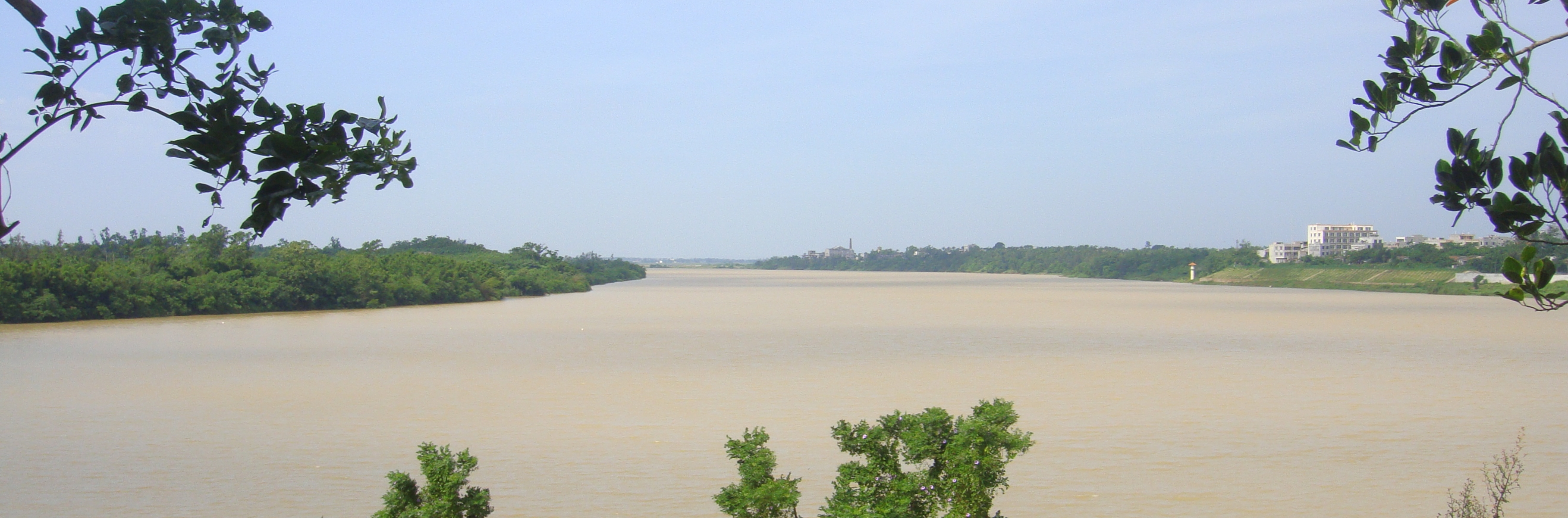
용당댐 부근의 난두강

난두강(南渡江)은 하이난섬 북부에 있는 강으로 딩안현, 하이커우시 충산구 용당진에 있는 용당댐(龙塘大坝) 등을 지나다가 하이커우 시내에 있는 해구세기대교(海口世紀大橋)에서 충저우 해협으로 흐르며 길이는 314km로 하이난섬에서 가장 길다.